# Termagante
Termagante era el nombre dado en la Europa Medieval cristiana a un dios imaginario que se creía que era adorado por los musulmanes.

## Origen del concepto

Alá (Dios) en árabe. En la Europa Medieval no había una correcta identificación de que dios adoraban los musulmanes.

En la literatura europea del Medioevo, el mundo musulmán era habitualmente representado como pagano. Estas representaciones a menudo mostraban a los musulmanes adorando a Mahoma como a un dios, así como a muchas otras deidades en forma de ídolos que iban desde Apolión hasta Lucifer; sin embargo su principal deidad era comúnmente aceptada como un dios de nombre Termagante. En algunos escritos, como el texto del siglo XI el Cantar de Roldán, este concepto se combinó para crear una suerte de contraparte a la Santa Trinidad compuesta por Mahoma, Apolión y Termagante.
El origen etimológico de la palabra Termagante es desconocido y no parece derivar de ningún aspecto real de la fe islámica. Sin embargo W. W. Skeat especuló que el nombre era originalmente "Trivagante", que significa «tres veces errante», una referencia la luna creciente debido a su utilización dentro de la tradición islámica. Un posible origen en el inglés antiguo también ha sido sugerido, de tiw mihtig «muy poderoso», en referencia al dios germánico Tiw. Otra posibilidad es que se deriva de una confusión entre los musulmanes y los magos zoroastrianos del antiguo Irán: así tyr-magian, o "mago dios".

## Termagante en la literatura
Cualquiera que sea su origen, el nombre "Termagante" echó raíces en las creencias occidentales como el principal dios de los musulmanes, regularmente mencionado en los romances y los cantares de gesta. En el poema inglés del siglo XV, Guy de Warwick, un sultán jura:
«Ayúdame, Mahoma, del poder,
y Termagante, dios tan brillante.
En el Cantar de Roldán, los musulmanes, después de haber perdido la batalla de Roncesvalles, profanan sus ídolos "paganos" (vv. 2589-2590):
(FR)
«E Tervagan tolent sun escarbuncle
E Mahumet enz en un fosset butent,» (IN)
«Arrebatan la gema roja de Tervagante
Mahoma es tirado en una zanja »
Tervagante es también un dios / estatua del "Rey de África" en Jean Bodel en francés antiguo (ca. 1200) Le jeu de saint Nicolas.
En Sowdone of Babylone, el sultán hizo un voto a Termagaunte en lugar de Mahoma:
«Of Babiloyne the riche Sowdon,
Moost myghty man he was of moolde;
He made a vowe to Termagaunte:
Whan Rome were distroied and hade myschaunce,
He woolde turne ayen erraunte
And distroye Charles, the Kinge of Fraunce.» (Versos 135-40)
"De Babilonia el rico Sultán,
Hombre tan poderoso era de molde,
Hizo una jura a Tervagán,
Cuando Roma fuere destruida y hubiere percance,
Tornaríase de nuevo errante,
Y destruiría a Carlos, Rey de Francia".
En los Cuentos de Canterbury de Geoffrey Chaucer, la historia de Sir Thopas (se supone que lo dijo Chaucer mismo durante la peregrinación) es una parodia de las novelas medievales. En la historia, un gigante llamado "Sir Olifante" hace un juramento a Termagante.
Termagante también se convirtió en un personaje arquetipo en un cierto número de obras medievales. En el escenario, Termagante fue representado generalmente como una criatura con turbante que llevaba un vestido largo de estilo oriental.
Termagante aparece bajo el nombre Trivigante en las obras de escritores italianos de los siglos XV y XVI. Por ejemplo en el Orlando Furioso de Ariosto:
« Bestemiando Macone e Trivigante,
e di sua legge ogni maestro e donno» (Olrlando Furioso, Canto XII, octava 59)
En Morgante de Pulci
« non crede in Cristo, non in Apollino,
non Macometto o Trivigante appruova,» (Morgante, Cantare XXI, octava 101)